# Chiesa di San Martino (Peschiera del Garda)
La chiesa di San Martino è un edificio religioso che si trova a Peschiera del Garda, in provincia di Verona.
È collocata nel centro storico del paese, ed è considerata una delle chiese più antiche della diocesi di Verona. Sono del 1008 le prime testimonianze di una chiesa dedicata a san Martino: De plebe S. Martini sita in vico Piscaria. Il papa Eugenio III nel 1145 scrive nella bolla Piae postulatio voluntatis: Plebem de Piscaria cum capellis et decimis et piscationibus et dimidia curte. Nel 1454 era pieve parrocchiale con arciprete.
L'attuale chiesa è stata costruita nel 1820-22 sul luogo di una precedente requisita da Napoleone Buonaparte nel 1812 per farne un magazzino militare e un ospedale, e abbattuta nel 1814 in quanto pericolante. Nel 1930-1933 la chiesa raggiunse l'assetto attuale. Nel 1937 l'interno fu affrescato dal pittore Severino Saoncella e nel 1966 vi fu un'ulteriore ristrutturazione. Nel 2008 sono stati restaurati gli affreschi e gli apparati decorativi.
All'interno della chiesa è conservata una reliquia del beato Andrea da Peschiera.